# Wrong (Depeche Mode)
Wrong è un singolo del gruppo musicale britannico Depeche Mode, pubblicato il 6 aprile 2009 come primo estratto dal dodicesimo album in studio Sounds of the Universe.

## Descrizione
Il pezzo è stato scritto da Martin Gore e cantato interamente da Dave Gahan, con cori del già citato Gore nella parte finale, oltre che di Andy Fletcher, che canta solo la parola "Wrong". Il brano, così come il resto dell'album, è caratterizzato da forti sonorità elettroniche. Il tutto si apre con degli accordi di sottofondo su cui tutti i membri del gruppo cantano la parola "Wrong". Poi fanno il loro ingresso la voce di Gahan, la batteria di Christian Eigner e i sintetizzatori di Fletcher, che successivamente fanno da tappeto alle linee melodiche dei sintetizzatori di Gore (eseguite da Gordeno nei live), il quale poi entra con degli accordi di chitarra a sostegno della sezione ritmica.
I Depeche Mode avevano comunque già presentato un'anteprima del brano allo Stadio Olimpico di Berlino il 6 ottobre 2008 nell'annunciare l'uscita del nuovo disco. La canzone è stata successivamente trasmessa dalle radio mondiali successivamente all'esibizione ai premi Echo di Berlino avvenuta il 21 febbraio 2009.

## Video musicale
Per la prima volta un video dei Depeche Mode è diretto da Patrick Daughters. Registrato nel dicembre 2008 a Los Angeles, il filmato mostra un uomo legato e mascherato all'interno di un'autovettura in movimento che procede in senso opposto a quello di marcia una strada in discesa senza poter compiere alcuna azione, assistendo impotente a ciò che accade durante il tragitto. Nella totale passività e in piena e continuata tragedia, lo sguardo della vittima incrocia, tra le varie situazioni, quello dei membri della band, presenti solo in un cameo (contrariamente ad altri cortometraggi). Alla fine del videoclip l'uomo, ancora col nastro alla bocca e inseguito da una vettura della polizia, riesce a liberarsi della maschera, tentando invano di implorare aiuto. L'auto nella quale è rinchiuso viene urtata lateralmente in modo violento da un altro veicolo, lasciando poche speranze per il malcapitato.

## Tracce
Testi e musiche di Martin L. Gore, eccetto dove indicato.
CD
1. "Wrong" (Album Version)
2. "Oh Well (Black Light Odyssey Remix)" (Martin L. Gore, Dave Gahan)

CD maxi
1. "Wrong" (Album Version)
2. "Wrong (Trentemøller Club Remix)"
3. "Wrong (Thin White Duke Remix)"
4. "Wrong (Magda's Scallop Funk Mix)"
5. "Wrong (D.I.M. vs Boys Noise Remix)"

7"
1. "Wrong" (Album Version)
2. "Oh Well" (7" Edit) (Martin L. Gore, Dave Gahan)

## Formazione
Hanno partecipato alle registrazioni, secondo le note di copertina di Sounds of the Universe:
Gruppo
- Martin Gore – strumentazione, voce
- Andy Fletcher – strumentazione
- Dave Gahan – voce

Altri musicisti
- Luke Smith – programmazione

Produzione
- Ben Hillier – produzione
- Tony Hoffer – missaggio
- Ferg Peterkin – ingegneria del suono
- Josh Garcia – assistenza tecnica (Santa Barbara)
- Jesse Gladstone – assistenza tecnica (New York)
- Anthony Palazzole – assistenza al missaggio
- Sie Medway-Smith – assistenza alla pre-produzione
- Stephen Marcussen – mastering
- Anton Corbijn – direzione artistica, fotografia, design copertina
- ShaughnessyWorks – design
- Tea Design – artwork

## Classifiche
| Classifica (2009)                | Posizione massima |
| -------------------------------- | ----------------- |
| Austria                          | 12                |
| Belgio (Fiandre)                 | 14                |
| Belgio (Vallonia)                | 3                 |
| Canada                           | 64                |
| Canada (rock)                    | 31                |
| Danimarca                        | 7                 |
| Europa                           | 11                |
| Finlandia                        | 6                 |
| Francia                          | 10                |
| Germania                         | 2                 |
| Italia                           | 8                 |
| Norvegia                         | 14                |
| Paesi Bassi                      | 49                |
| Regno Unito                      | 24                |
| Spagna                           | 41                |
| Stati Uniti (adult alternative)  | 15                |
| Stati Uniti (alternative)        | 12                |
| Stati Uniti (dance club)         | 1                 |
| Stati Uniti (rock & alternative) | 38                |
| Svezia                           | 5                 |
| Svizzera                         | 16                |